# Postrzelone bliźniaki
Postrzelone bliźniaki (ang. Meet the Deedles) – amerykańska komedia filmowa z 1998 roku. W tytułowych rolach występują Paul Walker (Szybcy i wściekli) oraz Steve Van Wormer (Strażnik czasu 2: Decyzja).

## Fabuła
Film opowiada o dwóch braciach, Philu i Stevie Deedlesach, których ojciec wysyła na nudny obóz survivalowy. Niesforni bracia nie zamierzają poddać się instytucji i przewracają kemping do góry nogami.